# Exomalopsis sororcula
Exomalopsis sororcula är en biart som beskrevs av Brethes 1909. Exomalopsis sororcula ingår i släktet Exomalopsis och familjen långtungebin. Inga underarter finns listade i Catalogue of Life.